# Fryderyk Alembek
Fryderyk Alembek (ur. 13 października 1598 we Lwowie, zm. w 1672) – polski teolog, filozof, dziekan, kanonik, wikariusz, sekretarz królewski, kantor.

## Życiorys
Fryderyk Alembek swoją edukację rozpoczął wstępując do karmelitów bosych w Krakowie. Następnie w 1616, chcąc kontynuować zdobywanie wiedzy, zapisał się na studia w Akademii Krakowskiej. Najpierw studiował na wydziale sztuk wyzwolonych, gdzie w 1620 otrzymał bakalaureat. Również na tym wydziale przez następne dwa lata prowadził wykłady. Po kilku latach Fryderyk Alembek postanowił zrezygnować z pełnionej funkcji. Jego rozbrat z nauką nie trwał długo. Powrócił na uczelnię i rozpoczął studia teologiczne. To zaowocowało tytułami doktora teologii i filozofii, które otrzymał wiosną 1634. Jeszcze wcześniej bo w 1620 przyjął niższe święcenia, dzięki czemu otrzymał probostwo w Żurawicy, które sprawował aż do śmierci. Następnie w 1624 został wyświęcony na kapłana.
Jego kariera jako duchownego rozwijała się bardzo dynamicznie. Dnia 26 października 1634 został dziekanem przemyskim, a niedługo później honorowym kanonikiem kapituły katedralnej. Jako dziekan, dokonał Fryderyk Alembek, wizytacji swojego dekanatu. Została ona zakończona w 1642. Doprowadziła do uporządkowania archiwów diecezjalnych, ustalenia stanu prawnego beneficjów i dostarczała informacje opisujące kościoły. W 1653 został mianowany protonotarjuszem apostolskim. Cztery lata później uzyskał tytuł sekretarza króla Jana Kazimierza. W tym samym roku w przemyskiej kapitule awansował na godność kantora. Sprawował również rolę oficjała i wikariusza, pomagając w ten sposób dwóm biskupom przemyskim: Piaseckiemu i Trzebickiemu. Pełnił również funkcje państwowe.
W roku 1650 działał w królewskiej komisji dla załagodzenia sporu między biskupami ruskimi.

## Twórczość
Do największych jego dzieł zaliczana jest księga Status ecclesiarum dioecesis Premisliensis, która dotyczyła wizytacji z lat 1636-1642. Około 1830 roku oryginał zaginął, pozostały po niej jedynie liczne wypisy i wyciągi. Ponadto w Przemyślu zachowało się 7 jego rękopisów. Zawierają one między innymi następujące informacje: katalogi arcybiskupów halicko-lwowskich, katalogi biskupów, prałatów i kanoników, a także regesta ważniejszych aktów z ksiąg konsystorskich z lat 1470–1646. Pisał on również wiersze, które były drukowane w jego czasach studenckich w Krakowie. Stworzył także bardzo istotny w historii uzdrowisk opis źródeł mineralnych w Iwoniczu.